# Kabane (Österreich)

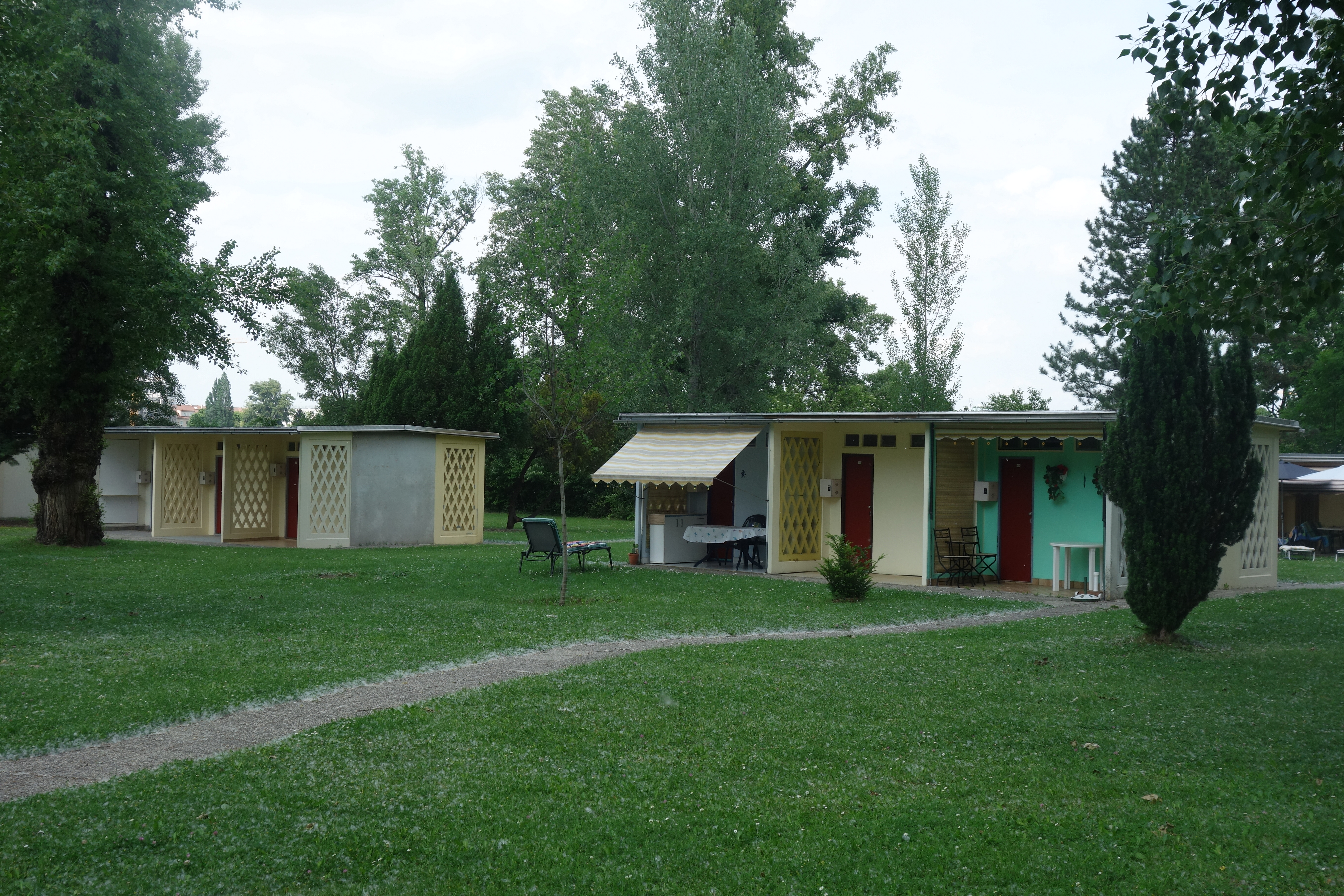
Kabanen im Strandbad Gänsehäufel in Wien

Kabane ist ein im Osten Österreichs im Bäderwesen verwendeter Ausdruck, der nicht mit Umkleidekabinen verwechselt werden darf. Man bezeichnet damit Hütten bzw. Räume in Sommerbädern, die von Badegästen für mehrere Saisonen gemietet werden. Sie sind in vielen Fällen auch außerhalb der Öffnungszeiten des Bades zugänglich und eignen sich auch zum Übernachten.
Da nach diesen Kabanen eine große Nachfrage herrscht, müssen Interessenten mit mehreren Jahren Wartezeit rechnen, bevor sie auf der Warteliste nach oben gerückt sind und eine Kabane für sie frei wird.
Kabanen werden unter anderem im Thermalbad in Bad Vöslau, im Strombad Kritzendorf der Stadt Klosterneuburg und in den Wiener Strandbädern Gänsehäufel und Alte Donau sowie im Wiener Stadionbad vermietet.
Der Brockhaus 1911 gab für Kabane, ein Wort französischen Ursprungs (französisch cabane ‘Hütte’), die Bedeutungen Hütte, Badekarre, Kajüte auf kleinen Schiffen, auch kleines franz. Flußfahrzeug mit Bretterdach an. Ebenso beschrieb der Rechtschreibduden (ohne Österreichbezug) 1926 das Femininum Kabane als „Hütte, [Schiffs]kammer“.
Im Französischen bedeutet das Substantiv cabane Hütte, Schuppen, Bude, Kittchen und Knast, neben dem Maskulinum cabanon mit den Bedeutungen Gummizelle, kleine Hütte und kleines Landhaus.